# Eleotris vomerodentata
Eleotris vomerodentata é uma espécie de peixe da família Eleotridae.
É endémica de Madagáscar.
Os seus habitats naturais são: rios.